# 詹姆斯·史密斯
小詹姆斯·H·史密斯（英語：James H. Smith Jr.，1909年12月15日—1982年11月24日），生于纽约州，美国男子帆船运动员。他曾代表美国参加1948年夏季奥林匹克运动会帆船比赛，获得一枚金牌。他于1982年在加利福尼亚州去世。